# Christian Offenberg
Christian Offenberg (ur. 30 listopada 1987) – duński piłkarz występujący na pozycji napastnika.

## Życiorys
Seniorską karierę rozpoczął w Lyngby BK. W 2005 roku przeszedł do Køge BK, gdzie występował do 2008 roku. Następnie został zawodnikiem Vanløse IF. W 2011 roku podpisał kontrakt z SC Egedal. W sezonie 2012/2013 wywalczył z tym klubem awans do 2. division. W 2015 roku przeszedł do BK Avarta. W pierwszej połowie 2016 roku występował w Hellerup IK, po czym wrócił do Avarty. W 2019 roku został piłkarzem Ishøj IF.
Zagrał w piłkarskiej reprezentacji Danii w meczu 5 września 2018 roku ze Słowacją. Występ Offenberga miał związek z protestem podstawowych reprezentantów kraju, którzy nie potrafili porozumieć się z DBU. Offenberg rozpoczął mecz w podstawowym składzie i był kapitanem drużyny. Duńczyk rozegrał cały mecz, a jego zespół przegrał spotkanie 0:3.